# Trupanea perkinsi
Trupanea perkinsi är en tvåvingeart som beskrevs av Hardy 1980. Trupanea perkinsi ingår i släktet Trupanea och familjen borrflugor. Inga underarter finns listade i Catalogue of Life.